# I Miss You (bài hát của Miley Cyrus)
"I Miss You" là ca khúc nhạc pop của ca sĩ Miley Cyrus. Bài hát nằm trong album Hannah Montana 2/Meet Miley Cyrus, phát hành ngày 26 tháng 6 năm 2007 dưới dạng tải nhạc số. Đây là bản ballad nhịp chậm, được viết để tưởng nhớ đến ông ngoại của cô, Ron Cyrus, đã mất năm 2006.

## Bảng xếp hạng
| Bảng xếp hạng (2007)                | Vị trí cao nhất |
| ----------------------------------- | --------------- |
| U.S. Bubbling Under Hot 100 Singles | 9               |
| U.S. Pop 100                        | 92              |